# Gösta Moberg (forskningsresande)
Carl Gustaf ”Gösta” Moberg, född den 28 april 1894 i Alingsås, död den 17 november 1975 i Stockholm, var en svensk forskningsresande och författare.

## Biografi
Moberg, son till en postmästare, gjorde, efter avslutad skolgång (realexamen i Växjö 1912) och bankutbildning, officerskarriär vid Kronobergs regemente till löjtnant 1924. På 1920-talet antog han ett erbjudande om uppdrag som instruktör i det persiska gendarmväsendet. Han fick tjänstgöra i Marocko, Algeriet och Tunisien för att sätta sig in i muhammedanska förhållanden. Han fascinerades där av den arabiska och afrikanska världen och beslöt att lämna den militära banan för att istället ägna sig åt etnografiska forskningsresor.
Han företog sedan en stor mängd resor till bland annat Nordafrika, Nigeria, Tchad, Kamerun, Sudan, Tripolitanien och Egypten 1924–26, Nordafrika, Franska Sudan och Senegal 1929–30, Marocko och nordvästra Sahara 1933–34, Franska och Holländska Guyana 1939–40, Nunivak Island och Alaska 1947, Nordafrika och Centralafrika 1949–52, Östafrika 1956, Nordafrika 1960–61, nordvästra Sahara 1966 och Spanska Sahara 1968–69.
Moberg var en skicklig fotograf och kunde med ett omfattande bildmaterial, tillsammans med insamlat material, efterlämna en värdefull dokumentation av levnadsförhållandena i de länder han besökte. För den breda publiken gjorde han sig känd genom böcker och tidningsartiklar i såväl svensk som utländsk press. Han var en flitig resenär även inom Sverige och framträdde som föredragshållare i studieförbund och föreningar.
Moberg bemöttes dock ofta kallsinnigt när han sökte medel till sina resor. Trots detta donerade han stora mängder hemfört material till museer främst i Sverige, men även i Norge, Danmark, Finland, Frankrike och USA. År 1954 inrättade han tillsammans med sin hustru ett eget museum i Fågelbro på Värmdön utanför Stockholm. Föremålen där skänktes enligt hans egen önskan 1979 till Smålands museum i Växjö.